# 两河镇 (盐亭县)
两河镇，是中华人民共和国四川省绵阳市盐亭县曾经下辖的一个镇。2019年12月，撤销两河镇，将其所属行政区域划归高渠镇管辖。

## 行政区划
两河镇撤销前下辖以下地区：
镇江社区、五一村、高团村、白虎村、东亭村、香山村、新华村、云台村、林场村、保丰村、石门村、文生村、洪沟村、福安村、春燕村、黄龙村、新民村、坭堡村和界牌村。